# Новая Гремячка
Новая Гремячка — село в Хворостянском районе Самарской области России. Входит в состав сельского поселения Липовка.

## История
В 1973 г. Указом Президиума ВС РСФСР село Гремячка переименовано в Новая Гремячка.

## Население
| 2010 |
| ---- |
| 46   |

## Инфраструктура
Личное подсобное хозяйство с зоной сельскохозяйственного использования, индивидуальная застройка усадебного типа.
Основа экономики — сельское хозяйство.

## Транспорт
Село доступно автотранспортом по автодороге 36Н-626.  